# Banksia sphaerocarpa
Banksia sphaerocarpa é uma espécie de arbusto da família Proteaceae endêmica da Austrália. Foi descrita cientificamente pelo botânico Robert Brown.

## Variedades
- B. sphaerocarpa var. dolichostyla
- B. sphaerocarpa var. latifolia
- B. sphaerocarpa var. pumilio
- B. sphaerocarpa var. sphaerocarpa
- B. sphaerocarpa var. caesia